# Føllet (dokumentarfilm)
Føllet er en dansk dokumentarfilm fra 1943 instrueret af Bjarne Henning-Jensen og efter manuskript af Georg Gram og Kai Johansen.

## Handling
Fra føllets fødsel på marken til dens virke som arbejdshest for landmanden. Hesten ender med at vinde en pris på dyrskuet på Bellahøj i København.